# Teglio
Teglio est une commune de la province de Sondrio, dans la région Lombardie, en Italie.

## Administration
| Période                                  | Période  | Identité           | Étiquette | Qualité |
| ---------------------------------------- | -------- | ------------------ | --------- | ------- |
| 27 mai 2003                              | En cours | Piergiorgio Grolli |           |         |
| Les données manquantes sont à compléter. |          |                    |           |         |

### Hameaux
- Tresenda.

### Communes limitrophes
Aprica, Bianzone, Castello dell'Acqua, Chiuro, Corteno Golgi, Paisco Loveno, Ponte in Valtellina, Schilpario, Valbondione, Villa di Tirano, Vilminore di Scalve.